# Silver Stadium
Silver Stadium – stadion piłkarski w Lilongwe, stolicy Malawi. Jest obecnie używany głównie dla meczów piłki nożnej, na poziomie klubowym przez Silver Strikers F.C. ligi TNM Super League. Stadion ma pojemność 20 000 widzów.